# Ci vorrebbe un amico/Notte prima degli esami
Ci vorrebbe un amico/Notte prima degli esami è un singolo del cantautore italiano Antonello Venditti, pubblicato nel marzo 1984 come primo estratto dal nono album in studio Cuore.

## Descrizione

### Ci vorrebbe un amico
Scritto da Venditti nel 1983, dopo essere stato lasciato dall'allora sua compagna Simona Izzo (moglie dal 1975 al 1978) per intraprendere una relazione con  Maurizio Costanzo, il brano contiene anche un preciso riferimento al conduttore. “Il resto è vita” era infatti la frase con la quale il popolare anchorman era allora solito chiudere tutte le puntate del suo programma televisivo. L'autore sostituì, per questioni di opportunità, in alcuni passaggi il verso incriminato con “comunque sia finita”. Il brano è dedicato a Lucio Dalla, grande amico di Venditti.
Il brano conquistò subito il favore del pubblico. Era contenuto nell'album Cuore che vinse la Vela d'Oro come disco più venduto dell'anno 1984.
Nella canzone viene citato Dante (nei versi “Amor che a nullo amato amore, amore mio perdona”, parafrasi di due versi del V canto  dell'Inferno).
Il brano è stato inserito in diverse raccolte dello stesso Venditti:
- Centocittà del 1985, doppio album dal vivo, eseguita solo con il pianoforte.
- Gli anni '80 del 1990
- Da San Siro a Samarcanda - L'amore insegna agli uomini del 1992, CD dal vivo
- Se l'amore è amore... del 2000
- Circo Massimo 2001 del 2001
- Campus Live del 2004, CD dal vivo, in una versione differente.
- Diamanti del 2006
- Le donne del 2009
- TuttoVenditti del 2012
- Io, l'orchestra, le donne e l'amore (doppio album dal vivo) del 2013
- 70.80 Ritorno Al Futuro (doppio album dal vivo) del 2014

Nella canzone "Centocittà", tratta dal citato album omonimo, Venditti cita questa canzone nei versi “Io che cercavo un amico guarda quanti ne ho”, mentre Roberto Vecchioni diede una risposta a Venditti nella canzone "Livingstone" (tratta dall'album Bei tempi del 1985), nei versi “Ci vorrebbe una donna per dimenticare un amico”. Nel 1992 Fiorello ne ha fatto una cover e l’ha inserita nell’album Nuovamente falso.
Di questo brano esiste una versione in lingua spagnola intitolata Necesito un amigo pubblicata nel 1995 dalla cantante argentina Twiggy nel suo album Cuatro estaciones. Lo stesso Venditti pubblicò una propria versione in spagnolo con lo stesso titolo, ma con un testo diverso, nel 1996. Nel 2017 la girl band messicana JNS ripubblicò la versione della cantante argentina Twiggy. Questa versione, caratterizzata da un arrangiamento più moderno, compare all'interno dell'album Metamórfosis della band.

### Notte prima degli esami
Scritta in seguito alla separazione da Simona Izzo, la canzone ripercorre le vicende di una notte d'estate. I "quattro ragazzi" che vengono citati all'inizio del brano (lo stesso Venditti insieme a Giorgio Lo Cascio, Francesco De Gregori ed Ernesto Bassignano che all'epoca cantavano al Folkstudio) probabilmente hanno terminato una loro esibizione ed escono dal locale portandosi via gli strumenti. "La vita non li spezza" - sintagma in cui si capisce chiaramente che tutti loro inseguono un sogno - è indirettamente una citazione colta: i pini di Roma, che "non si spezzano", sono quelli dell'opera di Respighi. Parlano di banalità, del fatto che le segretarie 'arrampicatrici' si fanno sposare dagli avvocati, e di qualcosa di più serio (le 'bombe delle sei', in riferimento agli scoppi di esplosivo del 1969, all'altare della patria).
La scena si sposta poi su un ragazzo e una ragazza, che si incontrano la notte prima della maturità. Non si vedono da una settimana, lei ha 'sfidato' suo padre e suo fratello (di cui racconta al suo ragazzo che, nella confusione e nell'emozione delle due situazioni, gli sembrano Dante e Ariosto) per incontrarlo. Mentre lei vive l'emozione della sua iniziazione sessuale (non fermare ti prego | le mie mani | sulle tue cosce tese | chiuse come le chiese | quando ti vuoi confessare) Roma vive la sua vita notturna: suoni di sirene, ambulanze e polizia, e probabilmente qualcuno ha perso la vita (forse qualcuno te lo sei portato via), le mamme e i papà si svegliano per i neonati "col biberon in mano", le nonne insonni vegliano alle finestre, gli attori giovani si svegliano presto per fare la fila a Cinecittà per i provini.
Il ragazzo, infine, è tornato a casa: ora si è accorto che il giorno dopo ci sono gli esami, piange e prega, mentre gli aerei volano "tra New York e Mosca", e non riesce a non pensare a Claudia, la sua ragazza. Altro cambio di situazione, il Venditti ormai adulto e cantautore di successo, guarda le luci accendersi sul palco, sul finire del brano.
Nel 2020 il brano partecipa al concorso radiofonico I Love My Radio, a cui hanno preso parte in totale 45 canzoni.
Il 9 febbraio 2024, durante la quarta serata del Festival di Sanremo dedicata alle cover, il brano viene eseguito dai cantautori romani Gazzelle e Fulminacci.

## Formazione
Musicisti
- Antonello Venditti – pianoforte e voce
- Derek Wilson – batteria
- Fabio Pignatelli – basso
- Renato Bartolini, Claudio Prosperini, Marco Rinalduzzi e Mario Schilirò – chitarra elettrica e acustica
- Alessandro Centofanti, Marco Colucci e Roberto Giuliani – pianoforte, synth
- Fratelli Balestra – cori

## Tracce
Testi e musiche di Antonello Venditti
Lato A
1. Ci vorrebbe un amico – 4:04

Lato B
1. Notte prima degli esami – 4:49

## Classifiche
| Classifica (2007) | Posizione massima |
| ----------------- | ----------------- |
| Italia            | 21                |